# Timor-Leste nos Jogos Paralímpicos de Verão de 2012
Timor-Leste participou nos Jogos Paralímpicos de Verão de 2012, que foram realizados em Londres, no Reino Unido entre 29 de agosto e 9 de setembro. O país foi representado por um atleta, Filomeno Soares, no atletismo e não obteve nenhuma medalha.

## Atletismo
Pista e estrada
| Atleta          | Prova                      | Eliminatórias | Eliminatórias | Final       | Final       |
| Atleta          | Prova                      | Resultado     | Posição       | Resultado   | Posição     |
| --------------- | -------------------------- | ------------- | ------------- | ----------- | ----------- |
| Filomeno Soares | 200 metros T38 – masculino | 31.47         | 6             | Não avançou | Não avançou |
| Filomeno Soares | 400 metros T38 – masculino | 1:14.23       | 5             | Não avançou | Não avançou |